# Mahammatkodir Abdoollayev
Mahammatkodir Abdullaev, in uzbeko Muhammadqodir Abdullayev (Andijan, 15 novembre 1973), è un pugile uzbeko.

## Palmarès
Olimpiadi
- 1 medaglia:
  - 1 oro (pesi superleggeri a Sydney 2000).

Mondiali - Dilettanti
- 1 medaglia:
  - 1 oro (pesi superleggeri kg a Houston 1999).